# Bobrowniki (gemeente in powiat Lipnowski)
De gemeente Bobrowniki is een landgemeente in het Poolse woiwodschap Koejavië-Pommeren, in powiat Lipnowski.
De zetel van de gemeente is in Bobrowniki.
Op 30 juni 2004 telde de gemeente 3088 inwoners.

## Oppervlakte gegevens
In 2002 bedroeg de totale oppervlakte van gemeente Bobrowniki 95,55 km², waarvan:
- agrarisch gebied: 43%
- bossen: 46%

De gemeente beslaat 9,41% van de totale oppervlakte van de powiat.

## Demografie
Stand op 30 juni 2004:
| Omschrijving                   | Totaal | Totaal | Vrouwen | Vrouwen | Mannen | Mannen |
| ------------------------------ | ------ | ------ | ------- | ------- | ------ | ------ |
| eenheid                        | aantal | %      | aantal  | %       | aantal | %      |
| inwoners                       | 3088   | 100    | 1531    | 49,6    | 1557   | 50,4   |
| bevolkingsdichtheid (inw./km²) | 32,3   | 32,3   | 16      | 16      | 16,3   | 16,3   |

In 2002 bedroeg het gemiddelde inkomen per inwoner 1773,46 zł.

## Administratieve plaatsen (sołectwo)
Białe Błota, Bobrownickie Pole, Bobrowniki, Brzustowa, Gnojno, Polichnowo, Rachcin, Stare Rybitwy, Stary Bógpomóż.

## Overige plaatsen
Białe Błota-Dębowiec, Bógpomóż Nowy, Oparczyska, Polichnowo-Piaski, Rachcin-Okrągła, Rachcin-Parcele Łochockie, Rachcinek, Stara Rzeczna, Stare Rybitwy-Miszek, Winduga.

## Aangrenzende gemeenten
Czernikowo, Fabianki, Lipno, Lubanie, Nieszawa, Waganiec, Włocławek